# Wilhelm Eggemann
Wilhelm Eggemann (5 de setembro de 1908 - 27 de agosto de 1959) foi um oficial alemão que serviu no Deutsches Heer durante a Segunda Guerra Mundial. Foi condecorado com a Cruz de Cavaleiro da Cruz de Ferro com Folhas de Carvalho.

## Condecorações
| Cruz de Ferro (1939) 2ª Classe                                   | 26 de setembro de 1939 |
| Cruz de Ferro (1939) 1ª Classe                                   | 3 de agosto de 1940    |
| Cruz Germânica em Ouro                                           | 19 de janeiro de 1942  |
| Medalha da Frente Oriental                                       |                        |
| Cruz de Cavaleiro da Cruz de Ferro                               | 20 de abril de 1943    |
| Cruz de Cavaleiro da Cruz de Ferro com Folhas de Carvalho nº 468 | 4 de maio de 1944      |